# Bolinha (giocatore di calcio a 5)
Bolinha, pseudonimo di Thiago Teles Martins (San Paolo, 19 febbraio 1987), è un giocatore di calcio a 5 brasiliano naturalizzato azero.

## Carriera
Ottenuta la cittadinanza azera, nel 2016 debutta con la selezione caucasica. Negli europei del 2018 segna tre reti nella vittoria per 5-3 contro la Francia. Il 16 gennaio 2022 viene incluso nella lista definitiva dei convocati dell'Azerbaigian per il campionato europeo 2022.